# Rochester Yellowjackets
A Rochester Yellowjackets a Rochesteri Egyetem sportcsapatainak összefoglaló neve, ami 23 egyesületet foglal magába. A férfi fallabda csapat kivételével, ami az National Collegiate Athletic Association első divíziójában versenyez, az összes csapata a harmadik osztályban szerepel. A Yellowjackets a University Athletic Association és a Liberty League ligák tagja. Csapatai színei a Rochester kék és a pitypangsárga.

## Sportok

### Áttekintés
| Férfi csapatok   | Női csapatok     |
| ---------------- | ---------------- |
| Baseball         | Kosárlabda       |
| Kosárlabda       | Terepfutás       |
| Terepfutás       | Gyeplabda        |
| Amerikai futball | Lacrosse         |
| Golf             | Evezés           |
| Labdarúgás       | Labdarúgás       |
| Fallabda         | Softball         |
| Úszás és műugrás | Úszás és műugrás |
| Tenisz           | Tenisz           |
| Atlétika         | Atlétika         |
|                  | Röplabda         |

### Keretek
A listán a keretek a 2023–2024-es tanévre vonatkoznak.

#### Férfi baseball
| #                                               | Név                | Pozíció    | Szülőváros                   | Év           |
| ----------------------------------------------- | ------------------ | ---------- | ---------------------------- | ------------ |
| 1                                               | Thomas Blaydes     | dobó       | Charleston, Nyugat-Virginia  | Végzős       |
| 2                                               | Luke Gregory       | külső védő | Ivyland, Pennsylvania        | Végzős       |
| 3                                               | Joe Siciliano      | elkapó     | West Lafayette, Indiana      | Harmadéves   |
| 4                                               | Alec Ellison       | külső védő | Arlington, Virginia          | Végzős       |
| 5                                               | Colby Cruser       | több poszt | Littleton, Colorado          | Harmadéves   |
| 7                                               | Jackson Reed       | belső védő | Corte Madera, Kalifornia     | Végzős       |
| 9                                               | Matt Rieth         | elkapó     | Tierra Verde, Florida        | Harmadéves   |
| 11                                              | Nolan Sparks       | dobó       | Aurora, Colorado             | Végzős       |
| 12                                              | Dan Tirabassi      | belső védő | West Henrietta, New York     | Végzős       |
| 14                                              | Robert Constantine | külső védő | Weston, Connecticut          | Végzős       |
| 16                                              | Josh Leadem        | külső védő | Barrington, Rhode Island     | Végzős       |
| 18                                              | Justin Grossman    | dobó       | Carlsbad, Kalifornia         | Harmadéves   |
| 22                                              | Sean Miller        | dobó       | Jacksonville, Florida        | Harmadéves   |
| 23                                              | Alexander Gonzalo  | belső védő | Park Ridge, Illinois         | Harmadéves   |
| 24                                              | Dillon Bevan       | dobó       | Villanova, Pennsylvania      | Végzős       |
| 29                                              | Matt Casiero       | dobó       | Cedar Knolls, New Jersey     | Harmadéves   |
| 31                                              | Magnus Sivertson   | dobó       | Northfield, Illinois         | Végzős       |
| 32                                              | Quincy Jaksch      | belső védő | Sedalia, Colorado            | Végzős       |
| 40                                              | Mark Aaronson      | dobó       | Philadelphia, Pennsylvania   | Harmadéves   |
| 43                                              | Jack Corcoran      | elkapó     | Fairfield, Connecticut       | Harmadéves   |
| 44                                              | Dylan Stezzi       | belső védő | Voorhees, New Jersey         | Mesterképzés |
| 51                                              | Sammy Rosenfield   | dobó       | North Grafton, Massachusetts | Harmadéves   |
| 54                                              | Matthew Grier      | dobó       | Ann Arbor, Michigan          | Harmadéves   |
| Vezetőedző: Joe Reina Másodedző: Justin Johnson |                    |            |                              |              |
| Forrás:                                         |                    |            |                              |              |

#### Férfi kosárlabda
| #                                                                | Név                | Pozíció | Szülőváros                   | Év           |
| ---------------------------------------------------------------- | ------------------ | ------- | ---------------------------- | ------------ |
| 0                                                                | Josiah Knight      | hátvéd  | Cleveland, Ohio              | Végzős       |
| 1                                                                | Andrew Jackson     | hátvéd  | Norwich, New York            | Végzős       |
| 2                                                                | Nate Beitel        | hátvéd  | Broken Arrow, Oklahoma       | Másodéves    |
| 3                                                                | Ethan McEachern    | hátvéd  | Portland, Oregon             | Harmadéves   |
| 4                                                                | Corvin Oprea       | hátvéd  | Dallas, Texas                | Másodéves    |
| 5                                                                | Matt Niemczura     | hátvéd  | Palmer, Massachusetts        | Mesterképzés |
| 10                                                               | Theo Murray        | hátvéd  | Brookline, Massachusetts     | Elsőéves     |
| 11                                                               | Bernard Dushie Jr. | csatár  | Accra, Ghána                 | Elsőéves     |
| 12                                                               | Logan Jagodzinski  | csatár  | Moorestown, New Jersey       | Harmadéves   |
| 13                                                               | Matt Wiele         | hátvéd  | West Harrison, New York      | Végzős       |
| 15                                                               | Tomiwa Adetosoye   | hátvéd  | Alpharetta, Georgia          | Másodéves    |
| 20                                                               | Danny Rosenblum    | hátvéd  | Newtown Square, Pennsylvania | Elsőéves     |
| 21                                                               | Mitchell Kershner  | hátvéd  | Powell, Ohio                 | Mesterképzés |
| 22                                                               | Amir Basma         | csatár  | Robbinsville, New Jersey     | Végzős       |
| 23                                                               | Malachi Moore      | hátvéd  | Amityville, New York         | Elsőéves     |
| 24                                                               | C.J. Amsellem      | csatár  | Gaithersburg, Maryland       | Mesterképzés |
| 25                                                               | Jack Garside       | hátvéd  | Kings Park, New York         | Harmadéves   |
| 32                                                               | Ethan Gross        | csatár  | Pennington, New Jersey       | Elsőéves     |
| 33                                                               | David Ackles       | csatár  | Whitefish Bay, Wisconsin     | Elsőéves     |
| Vezetőedző: Luke Flockerzi Másodedző: Chris Manning, Ryan Roland |                    |         |                              |              |
| Forrás:                                                          |                    |         |                              |              |

#### Női kosárlabda
| #                                                                  | Név               | Pozíció       | Szülőváros               | Év           |
| ------------------------------------------------------------------ | ----------------- | ------------- | ------------------------ | ------------ |
| 3                                                                  | Franki Gomez      | hátvéd        | Pennington, New Jersey   | Harmadéves   |
| 4                                                                  | Peyton Jones      | hátvéd        | Falls Church, Virginia   | Elsőéves     |
| 5                                                                  | Rylee Drahos      | hátvéd        | Oceanport, New Jersey    | Elsőéves     |
| 11                                                                 | Hailey Bruneau    | hátvéd        | East Haven, Connecticut  | Végzős       |
| 12                                                                 | Kat Jenks         | hátvéd        | Haymarket, Virginia      | Végzős       |
| 13                                                                 | Abby Gress        | hátvéd/csatár | St. James, New York      | Végzős       |
| 14                                                                 | Raquel Williams   | csatár        | Alameda, Kalifornia      | Harmadéves   |
| 20                                                                 | Claire Groenewoud | hátvéd        | Lansing, Michigan        | Másodéves    |
| 21                                                                 | Hannah Lindemuth  | hátvéd        | Oakdale, Pennsylvania    | Mesterképzés |
| 22                                                                 | Alex Sullivan     | csatár        | Stony Point, New York    | Elsőéves     |
| 23                                                                 | Tia Poulakidas    | csatár        | Naperville, Illinois     | Elsőéves     |
| 32                                                                 | Bridget Miller    | csatár        | Pittsford, New York      | Másodéves    |
| 33                                                                 | Haley Dumiak      | csatár        | Carlsbad, Kalifornia     | Végzős       |
| 34                                                                 | Trinity Johnson   | csatár        | Forty Fort, Pennsylvania | Másodéves    |
| 42                                                                 | Callie McCulley   | csatár        | LeRoy, New York          | Mesterképzés |
| Vezetőedző: Jim Scheible Másodedző: Allison Spaschak, Nyisha Lewis |                   |               |                          |              |
| Forrás:                                                            |                   |               |                          |              |

#### Férfi amerikai futball
| # | Név                 | Pozíció        | Szülőváros                   | Év         |    | #                  | Név           | Pozíció                     | Szülőváros   | Év |
| --- | ------------------- | -------------- | ---------------------------- | ---------- | -- | ------------------ | ------------- | --------------------------- | ------------ | -- |
| 0 | Joe DeBonis         | linebacker     | Rochester, New York          | Végzős     | 47 | Ameer Alsafadi     | tight end     | Rochester, New York         | Elsőéves     |    |
| 1 | Daniel Papantonis   | running back   | Glen Gardner, New Jersey     | Végzős     | 48 | Tommy Wunder       | linebacker    | Newark, Delaware            | Mesterképzés |    |
| 2 | Will Varney         | running back   | Potsdam, New York            | Végzős     | 49 | Youssef Awad       | linebacker    | Camarillo, Kalifornia       | Harmadéves   |    |
| 3 | Trey Johnson        | wide receiver  | Amherst, New Hampshire       | Végzős     | 50 | Gavin Guidette     | linebacker    | Skillman, New Jersey        | Elsőéves     |    |
| 4 | Aidan Papantonis    | wide receiver  | Glen Gardner, New Jersey     | Másodéves  | 51 | Nathan Lehigh      | linebacker    | Macedon, New York           | Elsőéves     |    |
| 5 | Keyden Snow         | linebacker     | Corning, New York            | Harmadéves | 52 | Andy Kristian      | védőfal       | Sykesville, Maryland        | Végzős       |    |
| 6 | Jack Yensel         | defensive back | Johns Creek, Georgia         | Harmadéves | 53 | Joe Marcello       | linebacker    | Rochester, New York         | Másodéves    |    |
| 7 | Simon Weeren        | defensive back | Leesburg, Virginia           | Végzős     | 55 | J.T. Monahan       | védőfal       | Marblehead, Massachusetts   | Harmadéves   |    |
| 8 | Dan Shaughnessy     | linebacker     | Port Jefferson, New York     | Végzős     | 56 | Jared Lauri        | védőfal       | Kendall Park, New Jersey    | Harmadéves   |    |
| 9 | Ryan Rose           | quarterback    | Snellville, Georgia          | Harmadéves | 57 | Jack Diggins       | linebacker    | Harrington Park, New Jersey | Elsőéves     |    |
| 10 | Andy Talone         | quarterback    | Malvern, Pennsylvania        | Másodéves  | 58 | Jake Snyder        | linebacker    | Malvern, Pennsylvania       | Másodéves    |    |
| 11 | Josh LeClair        | quarterback    | Charlotte, Észak-Karolina    | Elsőéves   | 59 | Gavin James-Dues   | védőfal       | Vancouver, Washington       | Másodéves    |    |
| 12 | Luke Herter         | linebacker     | Ashland, Massachusetts       | Másodéves  | 60 | Kyle Brainard      | kicker/punter | Scotch Plains, New Jersey   | Elsőéves     |    |
| 13 | Anthony Pucciarelli | quarterback    | Staten Island, New York      | Harmadéves | 62 | Luke Wilson        | támadófal     | Alexandria, Virginia        | Végzős       |    |
| 14 | J.B. Mills          | defensive back | Amherst, Massachusetts       | Végzős     | 63 | Jack Schlitt       | támadófal     | Austin, Texas               | Elsőéves     |    |
| 15 | Drew Bunn           | quarterback    | St. Petersburg, Florida      | Elsőéves   | 64 | Aidan Francis      | támadófal     | Old Hickory, Tennessee      | Másodéves    |    |
| 15 | Nyme Hussain        | defensive back | Hinsdale, Illinois           | Harmadéves | 65 | Liam Broderick     | támadófal     | Stoney Point, Ontario       | Másodéves    |    |
| 16 | Victor Moran        | quarterback    | Forest Hills, New York       | Elsőéves   | 66 | Graham Mathieu     | támadófal     | Coconut Creek, Florida      | Elsőéves     |    |
| 17 | James Floto         | wide receiver  | St. Petersburg, Florida      | Elsőéves   | 68 | Benjamin Tripoli   | támadófal     | Leesburg, Virginia          | Elsőéves     |    |
| 18 | Daniel Santos       | linebacker     | Cold Spring, New York        | Másodéves  | 70 | Matt Sommer        | támadófal     | Larchmont, New York         | Másodéves    |    |
| 19 | Brendan McDonald    | defensive back | Orlando, Florida             | Elsőéves   | 71 | Ryan Chase         | támadófal     | Mamaroneck, New York        | Elsőéves     |    |
| 20 | Julian Noble        | linebacker     | New Brockton, Alabama        | Harmadéves | 72 | Claudio Pinto      | védőfal       | Westbury, New York          | Elsőéves     |    |
| 21 | Ryan Van Diver      | wide receiver  | Fort Myers, Florida          | Másodéves  | 73 | Sam Bawden         | támadófal     | Rush, New York              | Másodéves    |    |
| 22 | Zac Meacham         | running back   | Mendon, New York             | Másodéves  | 74 | Mason Frank        | támadófal     | Taunton, Massachusetts      | Harmadéves   |    |
| 23 | Judah Thomas        | defensive back | Saint Paul, Minnesota        | Másodéves  | 75 | Kevin Fobare       | támadófal     | Ballston Lake, New York     | Végzős       |    |
| 24 | Jay Zheng           | running back   | Philadelphia, Pennsylvania   | Másodéves  | 76 | Lucas Villanueva   | támadófal     | Hatboro, Pennsylvania       | Másodéves    |    |
| 25 | Micah Butler        | wide receiver  | West Palm Beach, Florida     | Másodéves  | 77 | Alec Berceli       | támadófal     | Gainesville, Florida        | Harmadéves   |    |
| 26 | Kyle Kelsey         | defensive back | Miami, Florida               | Elsőéves   | 78 | Roman Farra        | támadófal     | Austin, Texas               | Elsőéves     |    |
| 27 | T.J. Shifflet       | wide receiver  | Sanford, Florida             | Elsőéves   | 79 | Dom Vidota         | védőfal       | Halesite, New York          | Elsőéves     |    |
| 28 | Sammy Randle III    | defensive back | Sun City Center, Florida     | Elsőéves   | 80 | Braden Greif       | wide receiver | Conroe, Texas               | Végzős       |    |
| 29 | Jordy Tawa          | defensive back | Wilsonville, Oregon          | Másodéves  | 81 | Casey Joyce        | wide receiver | Chicago, Illinois           | Elsőéves     |    |
| 30 | Christian Henzes    | defensive back | Clarks Green, Pennsylvania   | Elsőéves   | 82 | Samuel Nuamah      | wide receiver | Bronx, New York             | Elsőéves     |    |
| 31 | Jake Adelmann       | running back   | Natick, Massachusetts        | Másodéves  | 83 | Jackson Kane       | tight end     | Boring, Oregon              | Másodéves    |    |
| 32 | Austin Dillenbeck   | running back   | Penfield, New York           | Elsőéves   | 84 | Nate Mills         | tight end     | Amherst, Massachusetts      | Másodéves    |    |
| 33 | Matt Eaton          | defensive back | Montgomery Village, Maryland | Elsőéves   | 85 | D.J. Concannon     | tight end     | Manlius                     | Elsőéves     |    |
| 34 | Jaleel Joseph       | running back   | Glenville, New York          | Másodéves  | 86 | Hudson Greif       | wide receiver | Conroe, Texas               | Elsőéves     |    |
| 35 | John Kielar         | defensive back | Landisville, Pennsylvania    | Elsőéves   | 87 | Darian Parker      | tight end     | Schenectady, New York       | Másodéves    |    |
| 36 | John Kielar         | tight end      | Concord, Massachusetts       | Elsőéves   | 88 | Dylan Rattet       | wide receiver | Pikesville, Maryland        | Másodéves    |    |
| 37 | Camden Cilley       | wide receiver  | Hampton, New Hampshire       | Elsőéves   | 89 | Tyler Robinson     | wide receiver | Brooklyn, New York          | Másodéves    |    |
| 38 | Alex Wing           | kicker/punter  | Wauconda, Illinois           | Harmadéves | 90 | Xavier Green       | védőfal       | North Babylon, New York     | Végzős       |    |
| 39 | Sonny Capriola      | wide receiver  | Staten Island, New York      | Harmadéves | 91 | Liang Paul         | védőfal       | Peking, Kína                | Másodéves    |    |
| 40 | T.J. Taylor         | defensive back | Nepean, Ontario              | Másodéves  | 92 | Mason Heath-Alford | védőfal       | Claymont, Delaware          | Másodéves    |    |
| 41 | Greg Morrison       | running back   | Mechanicville, New York      | Elsőéves   | 93 | Victor Little      | védőfal       | Glenville, New York         | Másodéves    |    |
| 42 | Leo Sarzana         | linebacker     | Newton, Massachusetts        | Elsőéves   | 94 | Aiden Lovelace     | védőfal       | Newton, Massachusetts       | Másodéves    |    |
| 43 | Happy Chane         | linebacker     | Alpheretta, Georgia          | Harmadéves | 95 | Reilly Cavanaugh   | linebacker    | Far Hills, New Jersey       | Elsőéves     |    |
| 44 | Muk Suleman         | védőfal        | Lilburn, Georgia             | Harmadéves | 96 | Aidan Jones        | védőfal       | Wakefield, Rhode Island     | Elsőéves     |    |
| 45 | Nolan Ragland       | linebacker     | Rocky River, Ohio            | Végzős     | 97 | Jordan Laudani     | kicker/punter | Watertown, Massachusetts    | Harmadéves   |    |
| 46 | Jack Todd           | kicker/punter  | Rochester, New York          | Harmadéves | 99 | Bradley Beckwith   | védőfal       | Oxford, New York            | Mesterképzés |    |
| Vezetőedző: Chad Martinovich Másodedző: Adam Griggs, Chris Sapp, Jason Henshaw, Brian Davidson, Vaughn Nichols-Taylor, Justin Bosch |                     |                |                              |            |    |                    |               |                             |              |    |
| Forrás: |                     |                |                              |            |    |                    |               |                             |              |    |

#### Férfi terepfutás
| Név                                       | Szülőváros               | Év         |
| ----------------------------------------- | ------------------------ | ---------- |
| James Catania                             | Saranac Lake, New York   | Harmadéves |
| Skye Crocker                              | Cheyenne, Wyoming        | Harmadéves |
| William Eskenas                           | Tewksbury, Massachusetts | Elsőéves   |
| Daniel Ford                               | Sewickley, Pennsylvania  | Végzős     |
| Andy Freeman                              | Pittsford, New York      | Harmadéves |
| Nick Gaitanis                             | Lincoln, Rhode Island    | Végzős     |
| Drew Garringer                            | Pittsford, New York      | Elsőéves   |
| Nolan Goldthwaite                         | Andover, Massachusetts   | Másodéves  |
| Sean Hendricks                            | Rexford, New York        | Harmadéves |
| Brendan McCollum                          | Rochester, New York      | Másodéves  |
| Jesse Rinzel                              | Ithaca, New York         | Elsőéves   |
| Richard Santarosa                         | Greenwich, Connecticut   | Harmadéves |
| Andrew Scheible                           | Penfield, New York       | Elsőéves   |
| Gus Smith                                 | Sloatsburg, New York     | Elsőéves   |
| Zach Spergel                              | Westfield, New Jersey    | Végzős     |
| Jonathan Sullo                            | Webster, New York        | Harmadéves |
| Christian Voloshen                        | Bethlehem, Pennsylvania  | Végzős     |
| Sam Yacob                                 | West Henrietta, New York | Elsőéves   |
| Vishal Yalamanchili                       | Endicott, New York       | Harmadéves |
| Vezetőedző: Eddie Novara, Laura Broderick |                          |            |
| Forrás:                                   |                          |            |

#### Női terepfutás
| Név                                       | Szülőváros                 | Év         |
| ----------------------------------------- | -------------------------- | ---------- |
| Kat Benninger                             | Newton, Massachusetts      | Végzős     |
| Ella Blau                                 | Seattle, Washington        | Elsőéves   |
| Andie Burton                              | Schoharie, New York        | Harmadéves |
| Meredith Crockett                         | Bristow, Virginia          | Harmadéves |
| Renee Dansereau                           | Douglas, Massachusetts     | Elsőéves   |
| Emily Dill                                | Uxbridge, Massachusetts    | Elsőéves   |
| Bonnie Dong                               | Wantage, New Jersey        | Végzős     |
| Isabella Doty                             | Tucson, Arizona            | Másodéves  |
| Alyssa Horng                              | Millbrae, Kalifornia       | Másodéves  |
| Riley Joseph                              | Grand Island, New York     | Másodéves  |
| Julia Lantner                             | West Hartford, Connecticut | Másodéves  |
| Alicia Lawson                             | Addison, New York          | Harmadéves |
| Sab Lin                                   | New Hyde Park, New York    | Harmadéves |
| Ellie Ponko                               | Kenilworth, Illinois       | Harmadéves |
| Sabrina Terando                           | Folsom, Kalifornia         | Végzős     |
| Anne Traczyk                              | Voorhees, New Jersey       | Harmadéves |
| Sennett Turner                            | Waterloo, New York         | Végzős     |
| Megan Vianese                             | Saratoga Springs, New York | Elsőéves   |
| Vezetőedző: Eddie Novara, Laura Broderick |                            |            |
| Forrás:                                   |                            |            |

#### Női gyeplabda
| #                                                      | Név                | Pozíció            | Szülőváros                 | Év         |
| ------------------------------------------------------ | ------------------ | ------------------ | -------------------------- | ---------- |
| 1                                                      | Delainey Hebble    | középpályás/védő   | Camden, New York           | Végzős     |
| 2                                                      | Elisabeth Sidorski | védő               | Williamsville, New York    | Végzős     |
| 3                                                      | Jodie Zeng         | védő               | Metuchen, New Jersey       | Végzős     |
| 4                                                      | Jessica Unkel      | középpályás/támadó | Greene, New York           | Harmadéves |
| 5                                                      | Vivianna Arnold    | középpályás/támadó | Bethesda, Maryland         | Végzős     |
| 6                                                      | Bella Militi       | támadó             | Fayetteville, New York     | Végzős     |
| 8                                                      | Kayla Ballas       | középpályás/védő   | Stow, Massachusetts        | Végzős     |
| 9                                                      | Anya Arseneau      | középpályás        | Fairfax Station, Virginia  | Másodéves  |
| 11                                                     | Emilia Parrado     | középpályás/támadó | Bethesda, Maryland         | Másodéves  |
| 12                                                     | Maeve Fogarty      | támadó             | Saint Louis, Missouri      | Másodéves  |
| 13                                                     | Elena Mendoza      | középpályás/támadó | Rochester, New York        | Elsőéves   |
| 14                                                     | Grayson Honig      | támadó             | Pittsburgh, Pennsylvania   | Elsőéves   |
| 15                                                     | Emily Ren          | védő               | Acton, Massachusetts       | Harmadéves |
| 16                                                     | Cori Freundlich    | középpályás        | Potomac, Maryland          | Másodéves  |
| 19                                                     | Zoe Conomikes      | támadó             | Pittsburgh, Pennsylvania   | Végzős     |
| 20                                                     | Reiley Murphy      | támadó             | East Syracuse, New York    | Elsőéves   |
| 21                                                     | Sofia Mianzo       | középpályás/támadó | Pittsburgh, Pennsylvania   | Elsőéves   |
| 22                                                     | Cassidy Romano     | védő               | Collegeville, Pennsylvania | Elsőéves   |
| 23                                                     | Novalyne Petreikis | védő               | Solana Beach, Kalifornia   | Elsőéves   |
| 24                                                     | Mara Heppard       | középpályás        | Rochester, New York        | Végzős     |
| 25                                                     | Sofia LaFalce      | középpályás        | Fairfield, Connecticut     | Másodéves  |
| 26                                                     | Erin Fleming       | védő               | Saratoga Springs, New York | Harmadéves |
| 27                                                     | Maggie Martin      | védő/középpályás   | Dalton, Pennsylvania       | Másodéves  |
| 28                                                     | Abigal Mateer      | védő               | Annville, Pennsylvania     | Másodéves  |
| 77                                                     | Katherine Jensen   | kapus              | Glenville, New York        | Elsőéves   |
| 99                                                     | Kara Houston       | kapus              | Woodstock, New York        | Másodéves  |
| Vezetőedző: Wendy Andreatta Másodedző: Vivienne Tucker |                    |                    |                            |            |
| Forrás:                                                |                    |                    |                            |            |

#### Női lacrosse
| #                                                                                  | Név                | Pozíció            | Szülőváros                 | Év           |
| ---------------------------------------------------------------------------------- | ------------------ | ------------------ | -------------------------- | ------------ |
| 2                                                                                  | Sophie Parent      | támadó             | New York, New York         | Elsőéves     |
| 3                                                                                  | Serena Berman      | támadó             | Greenwich, Connecticut     | Végzős       |
| 4                                                                                  | Lorelei King       | középpályás        | Guilford, Connecticut      | Másodéves    |
| 5                                                                                  | Alyssa Gorny       | támadó             | Ellicott City, Maryland    | Másodéves    |
| 6                                                                                  | Kassi Boehl        | középpályás        | Catonsville, Maryland      | Másodéves    |
| 7                                                                                  | Kiera Delaney      | középpályás        | Centerport, New York       | Másodéves    |
| 8                                                                                  | Talia Feldman      | védő               | Philadelphia, Pennsylvania | Elsőéves     |
| 9                                                                                  | Erin Esposito      | védő               | Cranford, New Jersey       | Harmadéves   |
| 10                                                                                 | Emily Schillinger  | támadó             | Honeoye Falls, New York    | Mesterképzés |
| 11                                                                                 | Morgan Napolitano  | védő               | Orefield, Pennsylvania     | Másodéves    |
| 12                                                                                 | Jenna Ufberg       | védő               | Bala Cynwyd, Pennsylvania  | Elsőéves     |
| 13                                                                                 | Grace Crochiere    | középpályás        | Wilbraham, Massachusetts   | Végzős       |
| 14                                                                                 | Campbell Sy        | védő               | Keene, New Hampshire       | Harmadéves   |
| 15                                                                                 | Zoe Sullivan       | támadó             | Natick, Massachusetts      | Végzős       |
| 16                                                                                 | Tessa Little       | támadó             | Rochester, New York        | Másodéves    |
| 18                                                                                 | Regi Merkin        | középpályás        | Westmont, Illinois         | Végzős       |
| 19                                                                                 | Hass Diallo        | támadó             | New York, New York         | Végzős       |
| 20                                                                                 | Jenna Bressette    | védő               | Annandale, New Jersey      | Harmadéves   |
| 21                                                                                 | Madeline Bunting   | védő               | Williston, Vermont         | Elsőéves     |
| 22                                                                                 | Juliette Dabb      | védő               | Maplewood, New Jersey      | Végzős       |
| 23                                                                                 | Gracie Giannettino | támadó             | Auburn, New York           | Harmadéves   |
| 24                                                                                 | Anna Rogers        | támadó             | Webster, New York          | Elsőéves     |
| 25                                                                                 | Anne Traczyk       | középpályás        | Voorhees, New Jersey       | Harmadéves   |
| 27                                                                                 | Abbey Smith        | védő               | Pittsford, New York        | Végzős       |
| 28                                                                                 | Jennifer Bekos     | támadó             | Annandale, New Jersey      | Elsőéves     |
| 33                                                                                 | Heidi Donovan      | középpályás/támadó | Frisco, Texas              | Másodéves    |
| 34                                                                                 | Nikki Cassara      | kapus              | Shenorock, New York        | Másodéves    |
| 36                                                                                 | Ava Saffren        | kapus              | Manorville, New York       | Végzős       |
| Vezetőedző: Carly Ritchlin Másodedző: Megan Henderson, Lucy Haggerty, Angela Paris |                    |                    |                            |              |
| Forrás:                                                                            |                    |                    |                            |              |

#### Férfi golf
| Név                                          | Szülőváros                | Év           |
| -------------------------------------------- | ------------------------- | ------------ |
| Arjun Aujla                                  | Greenbrae, Kalifornia     | Elsőéves     |
| Brendan Frain                                | Sudbury, Massachusetts    | Mesterképzés |
| Marshall Kim                                 | Honolulu, Hawaii          | Másodéves    |
| Jeffrey Li                                   | Basking Ridge, New Jersey | Végzős       |
| Tom Liu                                      | Bradenton, Florida        | Végzős       |
| Pan Gary                                     | Sanghaj, Kína             | Harmadéves   |
| Josh Pethel                                  | Hudson, Ohio              | Másodéves    |
| Vang Kerry                                   | Csingtao, Kína            | Végzős       |
| Vang Sepo                                    | Tiencsin, Kína            | Elsőéves     |
| Jonathan Zou                                 | Vienna, Virginia          | Végzős       |
| Vezetőedző: Dan Wesley Másodedző: Ben Harmon |                           |              |
| Forrás:                                      |                           |              |

#### Női evezés
| Név                                              | Szülőváros                     | Év         |
| ------------------------------------------------ | ------------------------------ | ---------- |
| Jinx Allison                                     | Narberth, Pennsylvania         | Másodéves  |
| Avery Alperin                                    | Newton, Massachusetts          | Harmadéves |
| Anushka Aritharan                                | San José, Kalifornia           | Harmadéves |
| Kaitlyn Bartlett                                 | Sykesville, Maryland           | Végzős     |
| Lindsey Brayer                                   | Windham, New Hampshire         | Végzős     |
| Angela Browning                                  | Rockville, Maryland            | Harmadéves |
| Elizabeth Carleton                               | Rochester, New York            | Másodéves  |
| Andrea Denman                                    | Sodus, New York                | Másodéves  |
| Evie Feld                                        | Philadelphia, Pennsylvania     | Végzős     |
| Sarah Kelley                                     | Nashua, New Hampshire          | Végzős     |
| Dhisha Kukalakuntla                              | Henrietta, New York            | Elsőéves   |
| Madeleine LaChance                               | Belchertown, Massachusetts     | Végzős     |
| Quinn Law-Knotts                                 | Thurmont, Maryland             | Másodéves  |
| Kennedy Leininger                                | Dallas, Texas                  | Másodéves  |
| Elizabeth Lotts                                  | Central Point, Oregon          | Harmadéves |
| Alli Love                                        | Natrona Heights, Pennsylvania  | Másodéves  |
| Nancy Mabry                                      | Conshohocken, Pennsylvania     | Harmadéves |
| Rachel Markowitz                                 | Westfield, New Jersey          | Végzős     |
| Elizabeth Martin                                 | Windham, New Hampshire         | Harmadéves |
| Mykaila Meunier                                  | Naugatuck, Connecticut         | Másodéves  |
| Josephine Myung                                  | Montclair, New Jersey          | Végzős     |
| Ella Peddicord                                   | Columbus, Ohio                 | Elsőéves   |
| Ava Prevey-Sullivan                              | Redding, Connecticut           | Másodéves  |
| Anjali Ramdin                                    | Ozone Park, New York           | Másodéves  |
| Grace Snyder                                     | Braintree, Massachusetts       | Harmadéves |
| Maddie Weigle                                    | Kamuela, Hawaii                | Másodéves  |
| Sophia Weigle                                    | Kamuela, Hawaii                | Másodéves  |
| Sophie Weissman                                  | Oceanside, New York            | Másodéves  |
| Mary Woods                                       | Columbia, Maryland             | Végzős     |
| Hannah Zerman                                    | Cleveland, Ohio                | Végzős     |
| Lillian Zullow                                   | Princeton Junction, New Jersey | Másodéves  |
| Vezetőedző: DJ Civiletti Másodedző: Ethan Curren |                                |            |
| Forrás:                                          |                                |            |

#### Férfi és női labdarúgás
| #  |     | Poszt | Név                        |
| -- | --- | ----- | -------------------------- |
| 0  | USA | K     | Santino Lupica-Tondo       |
| 1  | NZL | K     | Logan Kinajil-Moran        |
| 3  | USA | V     | Jeremiah Anandarajah       |
| 4  | USA | V     | Kol Bassuk                 |
| 5  | USA | CS    | Alessio Cristanetti-Walker |
| 6  | USA | KP    | Tyler Moran                |
| 7  | USA | KP    | Santi Ponce Ocampo         |
| 8  | VEN | KP    | Juan Lucena Fois           |
| 9  | USA | CS    | Charlie Shanks             |
| 10 | USA | V     | Andrew Moglianesi          |
| 11 | USA | CS    | Othman Belhseine           |
| 12 | USA | V     | Phillip Davis              |
| 13 | USA | V     | Daniel Steinacher          |
| 14 | USA | KP    | Nick Swanger               |
| 15 | USA | CS    | EliJose Araujo             |
| 16 | POL | V     | Maciej Nowak               |

| #  |     | Poszt | Név              |
| -- | --- | ----- | ---------------- |
| 17 | USA | KP    | Sebastian Leon   |
| 18 | USA | KP    | Gavin Fischer    |
| 19 | USA | KP    | Matt Cosentino   |
| 20 | SRB | KP    | Milos Bisenic    |
| 21 | USA | KP    | Avi Lamba        |
| 22 | USA | V     | Joe Anderson     |
| 23 | USA | V     | Max Lebbern      |
| 24 | USA | CS    | Will Fallona     |
| 25 | USA | V     | Ryan Szymczyk    |
| 26 | USA | KP    | Andrew Schilling |
| 27 | USA | KP    | Aidan Marley     |
| 28 | JPN | KP    | Ashton Prescott  |
| 31 | USA | KP    | Florian Cho      |
| 32 | USA | V     | Benjamin Kaufman |
| –  | USA | V     | Mikey Burke      |
| –  | USA | V     | Aimon Ibssa      |

| #  |     | Poszt | Név                        |
| -- | --- | ----- | -------------------------- |
| 0  | USA | K     | Santino Lupica-Tondo       |
| 1  | NZL | K     | Logan Kinajil-Moran        |
| 3  | USA | V     | Jeremiah Anandarajah       |
| 4  | USA | V     | Kol Bassuk                 |
| 5  | USA | CS    | Alessio Cristanetti-Walker |
| 6  | USA | KP    | Tyler Moran                |
| 7  | USA | KP    | Santi Ponce Ocampo         |
| 8  | VEN | KP    | Juan Lucena Fois           |
| 9  | USA | CS    | Charlie Shanks             |
| 10 | USA | V     | Andrew Moglianesi          |
| 11 | USA | CS    | Othman Belhseine           |
| 12 | USA | V     | Phillip Davis              |
| 13 | USA | V     | Daniel Steinacher          |
| 14 | USA | KP    | Nick Swanger               |
| 15 | USA | CS    | EliJose Araujo             |
| 16 | POL | V     | Maciej Nowak               |

| #  |     | Poszt | Név              |
| -- | --- | ----- | ---------------- |
| 17 | USA | KP    | Sebastian Leon   |
| 18 | USA | KP    | Gavin Fischer    |
| 19 | USA | KP    | Matt Cosentino   |
| 20 | SRB | KP    | Milos Bisenic    |
| 21 | USA | KP    | Avi Lamba        |
| 22 | USA | V     | Joe Anderson     |
| 23 | USA | V     | Max Lebbern      |
| 24 | USA | CS    | Will Fallona     |
| 25 | USA | V     | Ryan Szymczyk    |
| 26 | USA | KP    | Andrew Schilling |
| 27 | USA | KP    | Aidan Marley     |
| 28 | JPN | KP    | Ashton Prescott  |
| 31 | USA | KP    | Florian Cho      |
| 32 | USA | V     | Benjamin Kaufman |
| –  | USA | V     | Mikey Burke      |
| –  | USA | V     | Aimon Ibssa      |

| #  |     | Poszt | Név                |
| -- | --- | ----- | ------------------ |
| 0  | USA | K     | Kennedy Stark      |
| 00 | USA | K     | Grace Kuropatkin   |
| 1  | USA | K     | Gabby Sabatier     |
| 3  | USA | CS    | Sydney Holmes      |
| 4  | USA | KP    | Maya Bravo         |
| 5  | USA | KP    | Sarah Martin       |
| 6  | USA | CS    | Casmira Fox        |
| 7  | USA | KP    | Lauren Blanch      |
| 8  | USA | KP    | Chauner Clausing   |
| 9  | USA | CS    | Syd Coggins        |
| 10 | USA | V     | Grace Regenstreif  |
| 11 | USA | KP    | Mia McGinty        |
| 12 | USA | CS    | Riya Kunderan      |
| 13 | USA | KP    | Jordyn Kowalkowski |
| 14 | USA | V     | Megan Pung         |

| #  |     | Poszt | Név                 |
| -- | --- | ----- | ------------------- |
| 15 | USA | KP    | Keira Ritzman       |
| 16 | USA | V     | Gabi Chioccola      |
| 17 | USA | CS    | Claire Grover       |
| 18 | USA | V     | Emma Cohen          |
| 19 | USA | KP    | Padt Skawratananond |
| 20 | USA | V     | Olivia Geno         |
| 21 | USA | CS    | Katharina Probst    |
| 22 | USA | CS    | Emma Bates          |
| 23 | USA | KP    | Riley Lopus         |
| 24 | USA | KP    | Natalie Maye        |
| 25 | USA | V     | Julia Barber        |
| 26 | USA | KP    | Natalie Kocsis      |
| 27 | USA | V     | Tess Peterson       |
| 28 | USA | V     | Cece Vassallo       |
| 30 | USA | V     | Calista Courtney    |

| #  |     | Poszt | Név                |
| -- | --- | ----- | ------------------ |
| 0  | USA | K     | Kennedy Stark      |
| 00 | USA | K     | Grace Kuropatkin   |
| 1  | USA | K     | Gabby Sabatier     |
| 3  | USA | CS    | Sydney Holmes      |
| 4  | USA | KP    | Maya Bravo         |
| 5  | USA | KP    | Sarah Martin       |
| 6  | USA | CS    | Casmira Fox        |
| 7  | USA | KP    | Lauren Blanch      |
| 8  | USA | KP    | Chauner Clausing   |
| 9  | USA | CS    | Syd Coggins        |
| 10 | USA | V     | Grace Regenstreif  |
| 11 | USA | KP    | Mia McGinty        |
| 12 | USA | CS    | Riya Kunderan      |
| 13 | USA | KP    | Jordyn Kowalkowski |
| 14 | USA | V     | Megan Pung         |

| #  |     | Poszt | Név                 |
| -- | --- | ----- | ------------------- |
| 15 | USA | KP    | Keira Ritzman       |
| 16 | USA | V     | Gabi Chioccola      |
| 17 | USA | CS    | Claire Grover       |
| 18 | USA | V     | Emma Cohen          |
| 19 | USA | KP    | Padt Skawratananond |
| 20 | USA | V     | Olivia Geno         |
| 21 | USA | CS    | Katharina Probst    |
| 22 | USA | CS    | Emma Bates          |
| 23 | USA | KP    | Riley Lopus         |
| 24 | USA | KP    | Natalie Maye        |
| 25 | USA | V     | Julia Barber        |
| 26 | USA | KP    | Natalie Kocsis      |
| 27 | USA | V     | Tess Peterson       |
| 28 | USA | V     | Cece Vassallo       |
| 30 | USA | V     | Calista Courtney    |

#### Férfi fallabda
| Név                                      | Szülőváros                   | Év         |
| ---------------------------------------- | ---------------------------- | ---------- |
| Yash Fadte                               | Vasco da Gama, India         | Harmadéves |
| Nic Gill                                 | Loganville, Georgia          | Harmadéves |
| Van Inman-Benavente                      | Houston, Texas               | Elsőéves   |
| Sam Knoll                                | Merion Station, Pennsylvania | Harmadéves |
| Jake Koeppel                             | Boston, Massachusetts        | Harmadéves |
| Varun Kumar                              | Bothell, Washington          | Végzős     |
| Arnav Mandhana                           | Mumbai, India                | Harmadéves |
| Luis Moncada                             | Playa del Carmen, Mexikó     | Végzős     |
| Alejandro Porras                         | Antiguo Cuscatlan, Salvador  | Harmadéves |
| Tom Whiteley                             | Instow, Anglia               | Harmadéves |
| Omar Zakaria                             | Kairó, Egyiptom              | Harmadéves |
| Vezetőedző: Nincs Másodedző: Matt Dukarm |                              |            |
| Forrás:                                  |                              |            |

#### Női softball
| #                                                   | Név                | Pozíció           | Szülőváros                    | Év           |
| --------------------------------------------------- | ------------------ | ----------------- | ----------------------------- | ------------ |
| 2                                                   | Marie Kinchington  | belső védő        | Presto, Pennsylvania          | Másodéves    |
| 3                                                   | Bailey Nicholoff   | külső védő        | Chicago, Illinois             | Harmadéves   |
| 4                                                   | Loren Castilloux   | külső védő/elkapó | Orchard Park, New York        | Végzős       |
| 7                                                   | Molly Broccolo     | dobó              | Webster, New York             | Másodéves    |
| 8                                                   | Ally Kim           | belső védő        | Pleasanton, Kalifornia        | Harmadéves   |
| 10                                                  | Hunter Gilbreath   | elkapó            | Aurora, Colorado              | Végzős       |
| 12                                                  | Lauren Keys        | dobó              | Leesburg, Virginia            | Harmadéves   |
| 14                                                  | Molly Mason        | belső védő        | Parkland, Florida             | Harmadéves   |
| 15                                                  | Maddie White       | dobó              | Langley, Virginia             | Másodéves    |
| 17                                                  | Jensen Sminchak    | belső/külső védő  | Euclid, Ohio                  | Másodéves    |
| 18                                                  | Jenna Gorecki      | belső védő        | Pittsburgh, Pennsylvania      | Harmadéves   |
| 20                                                  | Ilana Weiss        | elkapó/belső védő | Scottsdale, Arizona           | Másodéves    |
| 22                                                  | Hannah Keiper      | belső védő        | Chester Springs, Pennsylvania | Mesterképzés |
| 23                                                  | Adryiana Rodriguez | belső védő        | Washington, New Jersey        | Végzős       |
| 24                                                  | Savannah Nowak     | belső védő/elkapó | Wyckoff, New Jersey           | Harmadéves   |
| Vezetőedző: Abby Hurley-Martin Másodedző: Paul Gray |                    |                   |                               |              |
| Forrás:                                             |                    |                   |                               |              |

#### Férfi úszás és műugrás
| Név                                                                           | Nem                                | Szülőváros                   | Év         |
| ----------------------------------------------------------------------------- | ---------------------------------- | ---------------------------- | ---------- |
| Nate Attwell                                                                  | gyorsúszás/pillangóúszás           | Dobbs Ferry, New York        | Elsőéves   |
| Venden Berge                                                                  | gyorsúszás/mellúszás/pillangóúszás | Middleton, Wisconsin         | Másodéves  |
| Bryce Berkhof                                                                 | gyorsúszás                         | Henrietta, New York          | Harmadéves |
| Chad Buccella                                                                 | mellúszás                          | Milford, Massachusetts       | Harmadéves |
| Alexander Cho                                                                 | mellúszás                          | Clarendon Hills, Illinois    | Végzős     |
| Lennox Choi                                                                   | pillangóúszás                      | Houston, Texas               | Másodéves  |
| Ben Friedberg                                                                 | gyorsúszás/pillangóúszás           | Rochester, New York          | Másodéves  |
| Maxim Giller                                                                  | hátúszás/mellúszás                 | Manalapan, New Jersey        | Másodéves  |
| Max Gjevre                                                                    | mellúszás                          | Plymouth, Minnesota          | Másodéves  |
| Brendan Habert                                                                | műugrás                            | Port Washington, New York    | Másodéves  |
| Jeremy Mah                                                                    | hátúszás/mellúszás                 | Irvine, Kalifornia           | Harmadéves |
| Luke Marino                                                                   | gyorsúszás/pillangóúszás           | Jamesville, New York         | Elsőéves   |
| Max McClung                                                                   | gyorsúszás/hátúszás/pillangóúszás  | Sleepy Hollow, New York      | Másodéves  |
| Sidney Miller                                                                 | hátúszás/mellúszás                 | Irvine, Kalifornia           | Végzős     |
| Tosan Obatoyinbo                                                              | gyorsúszás                         | Duluth, Georgia              | Másodéves  |
| Nate Pollitt                                                                  | gyorsúszás                         | St. Johns, Florida           | Végzős     |
| Michael Scholz                                                                | gyorsúszás                         | Hastings-on-Hudson, New York | Elsőéves   |
| Eyup Togay                                                                    | gyorsúszás                         | Fairport, New York           | Elsőéves   |
| Caj James                                                                     | gyorsúszás/hátúszás                | Sanghaj, Kína                | Elsőéves   |
| Elliot Weiner                                                                 | gyorsúszás                         | Hohokus, New Jersey          | Végzős     |
| Max Wozinski                                                                  | műugrás                            | New Providence, New Jersey   | Elsőéves   |
| Johnathan Wu                                                                  | hátúszás/gyorsúszás                | Cranbury, New Jersey         | Harmadéves |
| Cody Yan                                                                      | mellúszás                          | Superior, Colorado           | Végzős     |
| Vezetőedzők: Emily Wylam, Greg Brandes Másodedzők: Fred Lefebvre, Mike Oliver |                                    |                              |            |
| Forrás:                                                                       |                                    |                              |            |

#### Női úszás és műugrás
| Név                                                                           | Nem                               | Szülőváros                | Év         |
| ----------------------------------------------------------------------------- | --------------------------------- | ------------------------- | ---------- |
| Alicia Albuquerque                                                            | gyorsúszás/pillangóúszás          | Cherry Hill, New Jersey   | Elsőéves   |
| Rachele Bachmann                                                              | pillangóúszás/vegyesúszás         | Cross River, New York     | Elsőéves   |
| Zuzu Bailey                                                                   | műugrás                           | Evanston, Illinois        | Elsőéves   |
| Lizzie Budde                                                                  | műugrás                           | Evanston, Illinois        | Harmadéves |
| Marissa Carlson                                                               | hátúszás/pillangóúszás            | Spring, Texas             | Végzős     |
| Saffron Chiu                                                                  | gyorsúszás                        | Chicago, Illinois         | Elsőéves   |
| Caelan Clayton                                                                | hátúszás/pillangóúszás            | Huntington, New York      | Másodéves  |
| Sophia Dmytruk                                                                | pillangóúszás/hátúszás            | Portsmouth, New Hampshire | Elsőéves   |
| Morgan Edstrom                                                                | gyorsúszás/hátúszás               | Littleton, Colorado       | Másodéves  |
| Leyna Fleischaker                                                             | mellúszás/pillangóúszás           | Allentown, Pennsylvania   | Harmadéves |
| Hannah Gentile                                                                | gyorsúszás/mellúszás              | Rochester, New York       | Másodéves  |
| Elana Greenberg                                                               | gyorsúszás/pillangóúszás          | New York, New York        | Végzős     |
| Katherine Hegblom                                                             | gyorsúszás/vegyesúszás            | Sunnyvale, Kalifornia     | Elsőéves   |
| Adele Hellstrom                                                               | gyorsúszás/hátúszás               | Fairhaven, Massachusetts  | Elsőéves   |
| Madeleine Johnson                                                             | gyorsúszás                        | Concord, Észak-Karolina   | Harmadéves |
| Lea Lee                                                                       |                                   | Leonia, New Jersey        | Elsőéves   |
| Madeline Lemza                                                                | mellúszás                         | Plattsburgh, New York     | Harmadéves |
| Simone Lin                                                                    | gyorsúszás                        | Allentown, Pennsylvania   | Elsőéves   |
| Paige Lovelace                                                                | gyorsúszás/hátúszás               | Crownsville, Maryland     | Másodéves  |
| Chelsea Maynard                                                               | mellúszás/vegyesúszás             | Henrietta, New York       | Elsőéves   |
| Gloria Ng                                                                     | mellúszás                         | Norwich, Connecticut      | Harmadéves |
| Ariana Pasquella                                                              | gyorsúszás/mellúszás              | Pittsburgh, Pennsylvania  | Másodéves  |
| Talia Proweller                                                               | gyorsúszás                        | Shaker Heights, Ohio      | Másodéves  |
| Natalie Reinhart                                                              | pillangóúszás/vegyesúszás         | East Elmhurst, New York   | Elsőéves   |
| Julia Sides                                                                   | műugrás                           | South Burlington, Vermont | Elsőéves   |
| Jessica Spahn                                                                 | gyorsúszás                        | Downers Grove, Illinois   | Harmadéves |
| Izzy Stevenson                                                                | gyorsúszás/pillangóúszás          | Apex, Észak-Karolina      | Másodéves  |
| Sophie Sweet                                                                  | gyorsúszás/hátúszás               | Westbrook, Maine          | Végzős     |
| Tang Leah                                                                     | gyorsúszás/hátúszás               | Kunming, Kína             | Harmadéves |
| Marlena Vieira                                                                | műugrás                           | Clifton Park, New York    | Másodéves  |
| Deniz Yardimci                                                                | gyorsúszás/hátúszás/pillangóúszás | Chicago, Illinois         | Másodéves  |
| Vezetőedzők: Emily Wylam, Greg Brandes Másodedzők: Fred Lefebvre, Mike Oliver |                                   |                           |            |
| Forrás:                                                                       |                                   |                           |            |

#### Férfi tenisz
| Név                                                 | Szülőváros                | Év           |
| --------------------------------------------------- | ------------------------- | ------------ |
| Josh Chu                                            | Skillman, New Jersey      | Elsőéves     |
| John Hui                                            | Weston, Connecticut       | Harmadéves   |
| Alex Kulvivat                                       | Severna Park, Maryland    | Végzős       |
| Ahaan Malhotra                                      | Új-Delhi, India           | Másodéves    |
| Kei Ogawa                                           | Export, Pennsylvania      | Végzős       |
| Surya Rajamani                                      | Lexington, Massachusetts  | Másodéves    |
| Rahul Ravi                                          | Rochester, New York       | Másodéves    |
| David Riccio                                        | Ithaca, New York          | Elsőéves     |
| Ethan Samora                                        | Upper Arlington, Ohio     | Elsőéves     |
| Kavin Shukla                                        | Roslyn Heights, New York  | Másodéves    |
| Sid Tirupati                                        | Haidarábád, India         | Másodéves    |
| Krish Vennam                                        | Stamford, Connecticut     | Harmadéves   |
| Jan Ryan                                            | Sanghaj, Kína             | Elsőéves     |
| Kai Yuminaga                                        | Oakland Gardens, New York | Mesterképzés |
| Vezetőedző: Matt Nielsen Másodedző: Margarita Kotok |                           |              |
| Forrás:                                             |                           |              |

#### Női tenisz
| Név                                                 | Szülőváros             | Év         |
| --------------------------------------------------- | ---------------------- | ---------- |
| Neha Dania                                          | Austin, Texas          | Másodéves  |
| Jaclyn Dron                                         | Ardsley, New York      | Végzős     |
| Lauren Kallas                                       | Medina, Minnesota      | Elsőéves   |
| Sanjana Karnam                                      | Sugar Land, Texas      | Másodéves  |
| Josephine Libby                                     | Rochester, New York    | Harmadéves |
| Sahithi Mathukumilli                                | Castle Pines, Colorado | Elsőéves   |
| Jasmin Toor                                         | McLean, Virginia       | Harmadéves |
| Vezetőedző: Matt Nielsen Másodedző: Margarita Kotok |                        |            |
| Forrás:                                             |                        |            |

## Bajnoki címek

### NCAA
III. divízió
- Női atlétika (9): 1985, 1986, 1988, 1989 (2 cím), 2017 (2 cím), 2018, 2023
- Férfi atlétika (4): 1974 (3 cím), 1987
- Női labdarúgás (2): 1986, 1987
- Női golf (1): 2006
- Férfi kosárlabda (1): 1990
- Férfi tenisz páros (1): 1983
- Férfi terepfutás (1): 1991[20]